# ماجرای بیمار مقیم
ماجرای بیمار مقیم یکی از ۵۶ داستان کوتاه شرلوک هلمز نوشته سر آرتور کانن دویل، یکی از ۱۲ داستان چرخه ای است که به عنوان خاطرات شرلوک هلمز جمع‌آوری شده‌است. این داستان در اصل در مجله استرند در انگلستان و هفته نامه هارپر در ایالات متحده در اوت ۱۸۹۳ منتشر شد.
دویل «ماجرای بیمار مقیم» را در لیست نوزده داستان محبوب شرلوک هلمز خود در رتبه هجدهم قرار داد.

## خلاصه داستان
دکتر پرسی ترولیان یک مشکل غیر معمول را برای هولمز به ارمغان می‌آورد. دکتر ترولیان که دانشجوی باهوش اما فقیری بود، خود را در یک معامله تجاری غیر معمول درگیر نمود. مردی به نام بلسینگتون، با ادعای داشتن مقداری پول برای سرمایه‌گذاری، به دکتر ترولیان پیشنهاد این فرصت را می‌دهد که برایش مطبی بسیار مجلل در مکانی با آدرس معتبر تهیه کرده و تمام هزینه‌های آنجا را پرداخت کرده و در مقابل، او سه چهارم پولی را که از طبابت درمی‌آورد به او بدهد. او هر شب برای گرفتن پول پایین می‌آمد و دفتر حساب‌ها را به‌طور کامل مرور می‌کند و ۵/۳ هر گینه را به پزشک داده و سهم خود را نیز می‌گرفت (۲۱ شیلینگ یا ۱۱ پوند)- ارز کم ارزش از درآمد روز. به نظر می‌رسد بلسینگتون خود بیمار بود و از این قرار خوشش می‌آید زیرا او همیشه می‌تواند یک پزشک در نزدیکی خود داشته باشد.
از زمان شروع این معامله، همه چیز برای دکتر نسبتاً خوب پیش می‌رفت. با این حال، اتفاقی برای بلسینگتون افتاد و آن این بود که او بعد از اینکه در مورد سرقت در جایی در شهر خواند، تحریک پذیر و آشفته شد.
مدت کوتاهی پس از آن، پزشک یک بیمار جدید، یک نجیب‌زاده روس با تشنج‌های کاتالپسی را گرفت. پسر بزرگش او را هنگام عصر آورد در حالی که بلسینگتون پیاده‌روی معمول خود را انجام می‌داد. پسر اصرار داشت در اتاق انتظار منتظر بماند تا پزشک پدرش را معاینه کند. در طول مشاوره، بیمار به شکلی مناسب نشسته اما کاملاً سفت نشسته بود و بی حرکت ماند. پزشک برای اینکه مقداری نیتریت آمیل برای بیمار خود آماده کند به اتاق دیگری رفت، اما پس از بازگشت به اتاق معاینه متوجه شد که بیمار و پسرش آنجا را ترک کرده‌اند.
با کمال تعجب، همان دو نفر عصر روز بعد برگشتند، پسر ادعا کرد که پدرش را دیده‌است که به اتاق انتظار می‌رود و فرض می‌کند که معاینه به پایان رسیده‌است. او سپس پدرش را به خانه برده اما بعداً متوجه می‌شود که اشتباه کرده‌است. دکتر مشاوره دیگری با آقا روس داشت و پس از رفتن آنها، بلسینگتون کنار دکتر آمد و سپس به اتاقش رفت و متوجه شد که کسی در اتاق او بوده‌است. ردپایی برای اثبات آن وجود داشت. فقط می‌توانست پسر نجیب‌زاده روس باشد، اما چرا او به آنجا رفته باشد؟ بخ هیچ چیزی دست زده نشده بود یا چیزی به سرقت نرفته بود.
در این مرحله از داستان ترولیان، هولمز فکر می‌کند که عاقلانه است که بلافاصله به مطب دکتر در بروک استریت برود تا خودشان ببینند که این مورد عجیب و غریب چیست. او متوجه می‌شود بلسینگتون چقدر پارانوئید شده‌است: او با اسلحه به هولمز، واتسون و ترولیان خوش آمد می‌گوید، اما دکتر او را متقاعد می‌کند که آنها هیچ آسیبی قرار نیست به او بزنند و برای کمک آنجا آمده‌اند.
هولمز از بلسینگتون می‌پرسد که آن مردان چه کسانی هستند و چرا می‌خواهند او را مورد آزار و اذیت قرار دهند.
بلسینگتون مضطر می‌گوید که نمی‌تواند به سؤال اول او پاسخ دهد و در پاسخ سؤال دوم شرلوک می‌گوید که او تمام پول‌هایش را درون صندوقی در اتاقش نگهداری می‌کند زیرا به بانک‌ها اطمینان ندارد. شرلوک نیز به او می‌گوید تا زمانی که او حقیقت راپنهان می‌کند و می‌خواهد او را گول بزند، به او کمکی نخواهد کرد.
اندکی پس از خروج، هولمز طرز فکر خود را برای واتسون شرح می‌دهد. او می‌داند که دو مرد و شاید بیشتر، برای گرفتن بلسینگتون به آنجا آمده‌اند. کاتالپسی جعلی بوده و فقط برای این که دکتر ترولیان را مشغول نگه دارند تا متوجه ورود مرد دیگر به اتاق بلسینگتون نشود این نقشه را کشیده‌اند. آنها نمی‌خواستند چیزی را بدزدند، همان‌طور که در ناکامی آنها در گشت و گذار در اتاق مشاهده می‌شود. آنها عصر وقت ملاقات را انتخاب کردند و می‌دانستند که هیچ بیمار دیگری در اتاق انتظار وجود نخواهد داشت. هولمز همچنین می‌داند که فقط به بلسینگتون نگاه می‌کند که برای زندگی خود مضطرب است و نتیجه می‌گیرد که بنابراین باید بداند چه کسی پشت این قضیا است زیرا هیچ فردی نمی‌تواند چنین دشمنانی داشته باشد بدون اینکه از آن مطلع باشد. همچنین، این به‌طور تصادفی بود که بلسینگتون در هر دو زمان که این دو نفر آمدند در خانه حضور نداشته. آنها به وضوح با عادات شخصی بلسینگتون آشنا نبودند.
صبح روز بعد خبری به دست می‌آید که بلسینگتون خود را به دار آویخته‌است. کالسکه تریولیان به خیابان 221B بیکر فرستاده می‌شود تا هولمز را به صحنه بیاورد. وقتی هولمز و واتسون می‌رسند، جسد بلسینگتون هنوز از قلاب در سقف اتاق خوابش آویزان بود. بازرس لنر نیز در آنجا حضور داشت. او معتقد بود که این یک خودکشی است، اما هولمز به زودی نتیجه ای کامل برعکس بازرس می‌گیرد. ته سیگارهای دور ریخته شده و سرنخ‌های دیگر به او می‌گوید که سه مرد دیگر برای مدتی در آنجا بوده‌اند. آنها توسط یکی از همدستان داخلی به داخل ساختمان راه پیدا کرده‌اند، زیرا درب خانه هنوز صبح بسته شده بود. سوء ظن در صفحه جدید می‌افتد، که ناپدید شده‌است.
برای هولمز واضح به نظر می‌رسد که این افراد برای «محاکمه» بلسینگتون آمده بودند و به حکم مجرمیت و حکم اعدام رسیدند و سپس آن را نیز اجرا کردند.
کمی جستجو در مقر پلیس بقیه حقیقت را نشان می‌دهد. هر چهار نفر زمانی عضو یک باند تبهکار بودند که بانک‌ها را سرقت می‌کردند. نام واقعی بلسینگتون ساتون بود و سه نفر دیگر که دو نفر از آنها نقش نجیب‌زادگان روسی را بازی می‌کردند، بیدل، هیوارد و موفات بودند. بلسینگتون (یا ساتون) پس از سرقت ۷۰۰۰ پوند از بانک ورثینگتون در سال ۱۸۷۵، به دیگر اعضا خیانت کرده و خبرچین از آب درآمد و بقیه را لو داد و در نتیجه، یکی دیگر از اعضای باند که کارترایت نام داشت، به جرم قتل یک فرد به دار آویخته شد و به هر یک از بقیه آنها به ۱۵ سال زندان محکوم شدند. «پارانویای» بلسینگتون در واقع یک ترس بسیار واقعی بود که ناشی از اخبار آزادی زود هنگام آنها بود و در واقع دلیلش سرقت همان‌طور که ادعا کرده بود، نبود. قاتلان برای گرفتن انتقام به خاطر اعدام شدن کارترایت، تصمیم به اعدام کردن او به همان شیوه گرفته و آن را عملی کردند.
سرانجام همه چیز روشن می‌شود اما پرونده علیه او به دلیل فقدان شواهد بسته می‌شود. در مورد سه مورد دیگر، دیگر خبری از آنها نیست و اعتقاد بر این است که آنها در خرابه کشتی نورا کریینا که در پرتغال غرق شد، جان خود را از دست داده‌اند.